# Metamidofos
El Metamidofos es un plaguicida prohibido en muchos países bajo todas las formulaciones y usos pues es nocivo para la salud humana y el medio ambiente. Solo puede ser utilizado para la investigación o propósitos de laboratorio en cantidades menores a 10Kg.

## Estudios toxicológicos
En el Circular CFP XXII emitido por la secretaría para el convenio de Rottendam se cita un estudio donde se observa una mayor toxicidad del metamidofós respecto al acefato:

"En  un  estudio controlado  en  el  que  fue  administrada  una  dosis  combinada  de  metamidofos  y  acefato  a  grupos  de hembras y varones voluntarios, fue observada una depresión de la colinesterasa predominantemente en aquellos  que  recibían  más  metamidofos:  proporción  de  acefato (1:4  en  vez  de  1:9).  Una  mayor concentración  total  (0,2  mg/Kg),  administrada  a  la  menor  proporción  (1:9),  no  resultó  en  ninguna depresión de la actividad enzimática. La excesiva exposición humana al metamidofos causó poli neuropatía retardada."

También ha sido expuesto en el mismo informe un estudio sobre el impacto ambiental del compuesto:

"En soluciones acuosas ligeramente ácidas o neutras, el metamidofos es estable a temperaturas hasta 80 °C. El Metamidofos se degrada en sistemas de aguas naturales al aire libre con vida media de 15,9 días en agua y 7,5 días en sedimentos.  Aunque  si  el  metamidofos  percoló  de  los  terrenos,  también  degradó  rápidamente  en sistemas de aguas naturales. Es degradado relativamente rápidamente en terrenos. En 1 semana, el residuo bajó al 10% del nivel medido el día de la aplicación. Es más, no hubo acumulación del insecticida, incluso después de varias aplicaciones. El metamidofos es moderadamente tóxico para los peces como evidenciado en los LD 50 a 96 horas de 25 mg/litro para la trucha arco iris (Oncorhynchus mykiss), y aproximadamente de 100 mg/litro para el pez rojo (Carassius auratus) y carpa (Cyprinus carpio). Los LD 50  para el ánade real (Anas platyrhynchos), codorniz japonesa (Coturnix Japonica) y las gallinas (Gallus domesticus) son 29,5; 10 y 25 mg/Kg, respectivamente. Este insecticida puede ser también dañino para las abejas."